# Mario Gallina
Mario Gallina né à  Trieste le 23 mars 1889 et mort à Milan le 26 septembre 1950 est un acteur italien.

## Biographie

### Filmographie partielle
- 1935 : Je donnerai un million (titre original : Darò un milione) de Mario Camerini
- 1937 : Scipion l'Africain (titre original : Scipione l'africano) de  Carmine Gallone
- 1938 : 
  - Ettore Fieramosca d'Alessandro Blasetti
  - L'amor mio non muore! de Giuseppe Amato
- 1944 : Les enfants nous regardent (titre original : I bambini ci guardano) de Vittorio De Sica
- 1945 : Carmen de Christian-Jaque : un marchand
- 1950 : 
  - La Beauté du diable de René Clair
  - Sa Majesté monsieur Dupont (titre original : Prima Comunione) d'Alessandro Blasetti